# بروميد السيميتروبيوم
بروميد السيميتروبيوم (بالإنجليزية: Cimetropium bromide)‏ هو عبارة عن قلويد نصف صنعي مشتق من نبات ست الحسن، وهو مشتق رباعي من سكوبولامين.

## الاسم التجاري
تم استخدام بروميد السيميتروبيوم في إيطاليا تحت اسم تجاري (Alginor).

## الاستخدامات العلاجية
الأمراض الهضمية المؤلمة، مثل متلازمة الأمعاء الهيوجة، وكذلك في التحضير للإجراءات التشخيصية.

## آلية تأثير الدواء
مركب يثبط تأثير الجهاز العصبي اللاودي، حيث يقوم بربط مستقبلات الأستيل كولين المسكارينية وتثبيط عملها.

## الآثار الجانبية
الآثار الجانبية الرئيسية والثانوية هي: تغيم الرؤية، غثيان، جفاف الفم، تقيؤ، ألم في المعدة، انزعاج في الصدر، حمى (نادراً)، دوخة، صداع، أرق (نادراً)، قلة البول، طفح جلدي، حكة، سعال (نادراً).

## مضادات الاستطباب
تتضمن مضادات الاستطباب ما يلي:
- الحساسية: لا ينصح استخدام هذا الدواء في المرضى الذين يعانون من حساسية معروفة لسيميتروبيوم بروميد أو أي من المكونات الغير فعالة الداخلة في تركيب الدواء.
- العلوص الشللي: لا ينصح استخدام هذا الدواء في المرضى الذين يعانون من علوص شللي، حالات انسداد الأمعاء، لأنها قد تؤدي إلى تفاقم حالة المريض.
- ضخامة الموثة الحميدة: لا ينصح باستخدام هذا الدواء في المرضى الذين يعانون من تضخم غدة البروستات لأنها قد تؤدي إلى تفاقم حالة المريض.

## التداخل الدوائي
تشمل الأدوية التي تتداخل مع بروميد السيميتروبيوم ما يلي:
الأتروبين، أموكسابين، دوكسيبين، نيكارديبين، تريهكسفينيديل، كلوزابين، دوكسيلامين.

## تحذيرات الاستخدام
تشمل ما يلي:
- الحمل: لا ينصح باستخدام هذا الدواء في النساء الحوامل إلا عند الضرورة القصوى.
- الرضاعة الطبيعية: لا ينصح باستخدام هذا الدواء عند المرضعات إلا عند الضرورة القصوى.
- أمراض القلب: يجب استخدام هذا الدواء بحذر في المرضى الذين يعانون من أمراض القلب بسبب زيادة خطر تفاقم حالة المريض. يجب مراقبة وظيفة القلب بحرص عند أخذ هذا الدواء. كذلك يجب تعديل الجرعة أو استبدال الدواء ببديل مناسب حسب الحالة السريرية للمريض.
- الانسمام الدرقي: يجب استخدام هذا الدواء بحذر عند المرضى الذين يعانون من زيادة مستويات هرمونات الغدة الدرقية في الجسم (التسمم الدرقي) بسبب زيادة خطر تفاقم حالة المريض. يجب مراقبة اختبارات وظائف الغدة الدرقية عند أخذ هذا الدواء.
- الاستخدام عند الأطفال: لا يُنصح باستخدام هذا الدواء للأطفال دون سن 18 عام نظراً لعدم ثبات أمان وفعالية الاستخدام سريرياً.
- الزرق: يجب استخدام هذا الدواء بحذر في المرضى الذين يعانون من الزرق، وهي حالة قد تؤدي في نهاية المطاف إلى فقدان البصر، لأن الدواء قد تؤدي إلى تفاقم حالة المريض.

## الجرعات العلاجية
تشمل الدراسات في العضوية، وفي المخبر:

### في العضوية
- محلول للحقن: تعطى 1 قنينة (فيال) (أي ما يعادل 5 ملغ من سيميتروبيوم بروميد) وريدياً أو عضلياً في بداية نوبة التشنج المؤلمة. يمكن تكرار الحقن في حال نكس الألم حتى 3-4 مرات/اليوم (مظاهر تشنجية مؤلمة في الجهاز الهضمي)، أو تعطى 2 أمبولات (ما يعادل 10 ملغ من  سيميتروبيوم بروميد) وريدياً (للتحضير لتداخلات تشخيصية بالأدوات).
- أقراص: يعطى 1 قرص (ما يعادل 50 ملغ من سيميتروبيوم بروميد) 2-3 مرات/اليوم عند البالغين.
- المحلول الفموي: تعطى 20 نقطة (أي ما يعادل 50 ملغ من سيميتروبيوم بروميد) 3 مرات في اليوم عند البالغين و 3-5 نقاط (أي ما يعادل 1.2-2 ملغ من سيميتروبيوم بروميد) لكل كيلوغرام من الوزن 4-6 مرات في اليوم عند الأطفال.

### في المخبر
تم معالجة محضرات العضلات الطولانية مع الضفيرة العضلية المعوية مأخوذة من اللفائفي لخنزير غينيا بـ (0.1، 1، 10 UM) سيميتروبيوم بروميد. يسبب الدواء تثبيط تقلصات المحضرات المحرضة بالأستيل كولين خارجي المنشأ أو بالتحفيز بواسطة حقل كهربائي.
تم تحديد قيمة pA2 (إلفة مناهض المستقبل) بـ 7.96.

## طرق إعطاء الدواء
وريدياً، عضلياً، فموياً.